# IC 4918
IC 4918 ist eine verschmelzende Galaxie im Sternbild Teleskop am Südsternhimmel. Sie ist rund 1,2 Milliarden Lichtjahre von der Milchstraße entfernt. 
Das Objekt wurde am 31. August 1904 von Royal Frost.